# Щелканово (Калузька область)
Щелканово (рос. Щелканово) — село в Юхновському районі Калузької області Російської Федерації.
Населення становить 673 особи. Входить до складу муніципального утворення Село Щелканово.

## Історія
Під час Смоленської війни у березні-червні 1634 року на околиці села був розташований укріплений табір запорозьких козаків гетьмана Тимофія Орендаренка, звідки вони здійснювали рейди вглиб території Московського царства. У битві під Щелканово 10-11 квітня запорожці завдали поразки 8-тисячному загону донських козаків царського воєводи Л. Бунакова.
Від 2004 року входить до складу муніципального утворення Село Щелканово

## Населення
| 2002 | 2010 |
| ---- | ---- |
| 655  | ↗673 |